# Brandon Graham
Brandon Lee Graham (Detroit, Míchigan, 3 de abril de 1988) más conocido como Brandon Graham, es un jugador profesional estadounidense de fútbol americano que se desempeña en la posición de defensive end en Philadelphia Eagles, equipo de la National Football League (NFL).

## Carrera
Fue seleccionado en la primera ronda en la Reunión Anual de Selección de Jugadores de la NFL de 2010. Hizo su debut profesional con el equipo Philadelphia Eagles, donde lleva jugando catorce temporadas.